# Psychotria korthalsiana
Psychotria korthalsiana är en måreväxtart som beskrevs av Friedrich Anton Wilhelm Miquel. Psychotria korthalsiana ingår i släktet Psychotria och familjen måreväxter. Inga underarter finns listade i Catalogue of Life.